# Samkha
Samkha (en birmà Saga) és un estat dels Estats Shan dins l'estat Shan de Myanmar. Té uns 574 km². La capital és Zamka o Samkha, que només té tres mil habitants i està a la vall de Nam Pilu, a poca distància del riu Pilu, i al peu d'unes muntanyes que el separen de la vall de Tam Hpak a l'est; es troba a l'oest de la ciutat de Hsisheng i un pocs quilòmetres al sud de la riba sud del llac Inle. Té una pagoda de fusta que es diu que fou construïda per Aixoka. Cultius d'arròs i cotó i explotació de fusta. Té al nord l'estat subsidiari de Pongmu.

## Història
El principat fou fundat el 1636 i va estar sota dependència de Birmània. El 1872 fou ocupat temporalment per Hsenwi. Va formar part de la Confederació d'estats Shan contra els britànics del 1886 però el 1887 el príncep va acceptar el protectorat britànic. Després de la segona guerra mundial el príncep va passar per un període místic i va estudiar les doctrines annatta i anicca. El 1959 el darrer príncep governat, va abdicar com la resta de prínceps del país shan i els principats esdevingueren repúbliques poc favorables a mantenir la unió amb Birmània

### Myosa de Samkha
- Hkun Ye ?-1838
- Hkun Sun 1838-1858
- Hkun Noi 1858-1860
- Hkun Sun (segona vegada) 1860-1872
- Ocupació de Hsenwi 1872-1873
- Sao Sein Bu 1873-1876
- Hkun Noi (segona vegada) 1876-1883
- Hkun Pwin 1883-1885
- Sao Sein Bu (segona vegada)1915
- Hkun Kyi 1915-?
- Hkun ? ?-1959